# Unitatis redintegratio

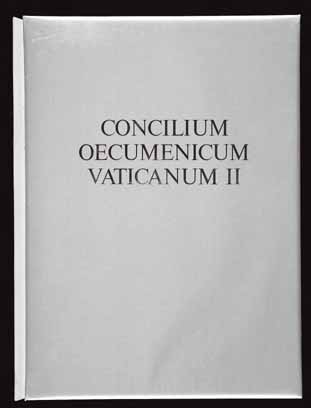
Zweites Vatikanisches Konzil

Unitatis redintegratio (UR) (deutsch: ‚Wiederherstellung der Einheit‘) heißt nach seinem Incipit das Dekret über den Ökumenismus, das vom Zweiten Vatikanischen Konzil mit 2.137 zu 11 Stimmen beschlossen und am 21. November 1964 von Papst Paul VI. promulgiert wurde.

## Inhalt und Anliegen
Das Dekret umfasst ein Vorwort und drei Kapitel:
1. Die katholischen Prinzipien des Ökumenismus
2. Die praktische Verwirklichung des Ökumenismus
3. Die vom römischen apostolischen Stuhl getrennten Kirchen und kirchlichen Gemeinschaften

Das dritte Kapitel geht dabei besonders auf die Beziehungen zu den orientalischen Kirchen, den orthodoxen Kirchen und zum Protestantismus ein.
Inhaltlich steht das Dekret in Beziehung zur dogmatischen Konstitution Lumen gentium über die Kirche, die am selben Tag wie das Dekret, am 21. November 1964, von den Konzilsvätern beschlossen wurde. Unitatis redintegratio verweist zwar auf grundlegende Unterschiede der von Rom getrennten Kirchen und kirchlichen Gemeinschaften im Abendland, benennt aber verschiedene Gemeinsamkeiten mit anderen Konfessionen und würdigt die Bestrebungen der ökumenischen Bewegung. Wie in Lumen gentium (Nr. 15) wird anderen Konfessionen Kirchlichkeit zugesprochen und gesagt, „dass einige, ja sogar viele und bedeutende Elemente oder Güter, aus denen insgesamt die Kirche erbaut wird und ihr Leben gewinnt, auch außerhalb der sichtbaren Grenzen der katholischen Kirche existieren können: das geschriebene Wort Gottes, das Leben der Gnade, Glaube, Hoffnung und Liebe und andere innere Gaben des Heiligen Geistes und sichtbare Elemente: all dieses, das von Christus ausgeht und zu ihm hinführt, gehört rechtens zu der einzigen Kirche Christi.“ (Nr. 3.) Statt wie bisher von Häretikern und Schismatikern spricht das Dekret von „getrennten Brüdern“ (Nr. 1). Zur Erleichterung des ökumenischen Dialogs betont es den hermeneutischen Grundsatz einer „Hierarchie der Wahrheiten innerhalb der katholischen Lehre, je nach der verschiedenen Art ihres Zusammenhangs mit dem Fundament des christlichen Glaubens“ (Nr. 11). Für Gerhard Feige bedeuteten diese Aussagen den Übergang von einer exklusivistischen zu einer inklusivistischen Ekklesiologie. Entsprechend wurde es von Theologen und Kirchenvertretern anderer Konfessionen wohlwollend aufgenommen.

## Textgeschichte
In den ersten Schemata für das letztlich beschlossene Dekret war vorgesehen, auch das Verhältnis der katholischen Kirche zum Judentum und zur Religionsfreiheit zu behandeln. Nach kontroversen Diskussionen und einer Intervention von Papst Paul VI. wurden diese Themen ausgegliedert. In den weiteren Textentwürfen beschränkte sich das Dekret auf das Verhältnis zu den anderen christlichen Kirchen. Die Religionsfreiheit wurde in der Erklärung Dignitatis humanae behandelt, die Beziehung der Kirche zum Judentum wurde Teil der Erklärung Nostra aetate über die Haltung der Kirche zu den nichtchristlichen Religionen, die beide in der vierten Sitzungsperiode des Konzils im Herbst 1965 beschlossen wurden.

## Text und Kommentar
- Decretum de Oecumenismo / Dekret über den Ökumenismus. Lateinischer Text aus „Acta Apostolicae Sedis“ 57 (1965) 90–112. Deutsche Übersetzung besorgt im Auftrag der deutschen Bischöfe, genehmigte verbesserte Fassung. [Einleitung von Werner Becker Or, Leipzig; Kommentar von Prof. Johannes Feiner, Zürich] In: LThK², Das Zweite Vatikanische Konzil, Konstitutionen, Dekrete und Erklärungen, Lateinisch und Deutsch. Kommentare, Teil II, Herder-Verlag, Freiburg im Brsg. 1967, S. 9–126.Ausführlich eingeleiteter und kommentierter lateinisch-deutscher Paralleltext.
- Das Dekret über den Ökumenismus „Unitatis redintegratio“. In: Karl Rahner / Herbert Vorgrimler: Kleines Konzilskompendium. Sämtliche Texte des Zweiten Vatikanums. Herder-Verlag, Freiburg im Breisgau 22. Auflage 1990, S. 217–250. [Einleitung und Text]
- Bernd Jochen Hilberath: Unitatis redintegratio. In: Peter Hünermann, Bernd Jochen Hilberath (Hrsg.): Herders Theologischer Kommentar zum Zweiten Vatikanischen Konzil. Band 3, Freiburg im Breisgau 2005, S. 69–223.